# リーサルエンフォーサーズ
『リーサルエンフォーサーズ』(LETHAL ENFORCERS) は、コナミが開発し1992年10月8日より稼働開始したアーケード用ガンシューティングゲーム。

## 概要

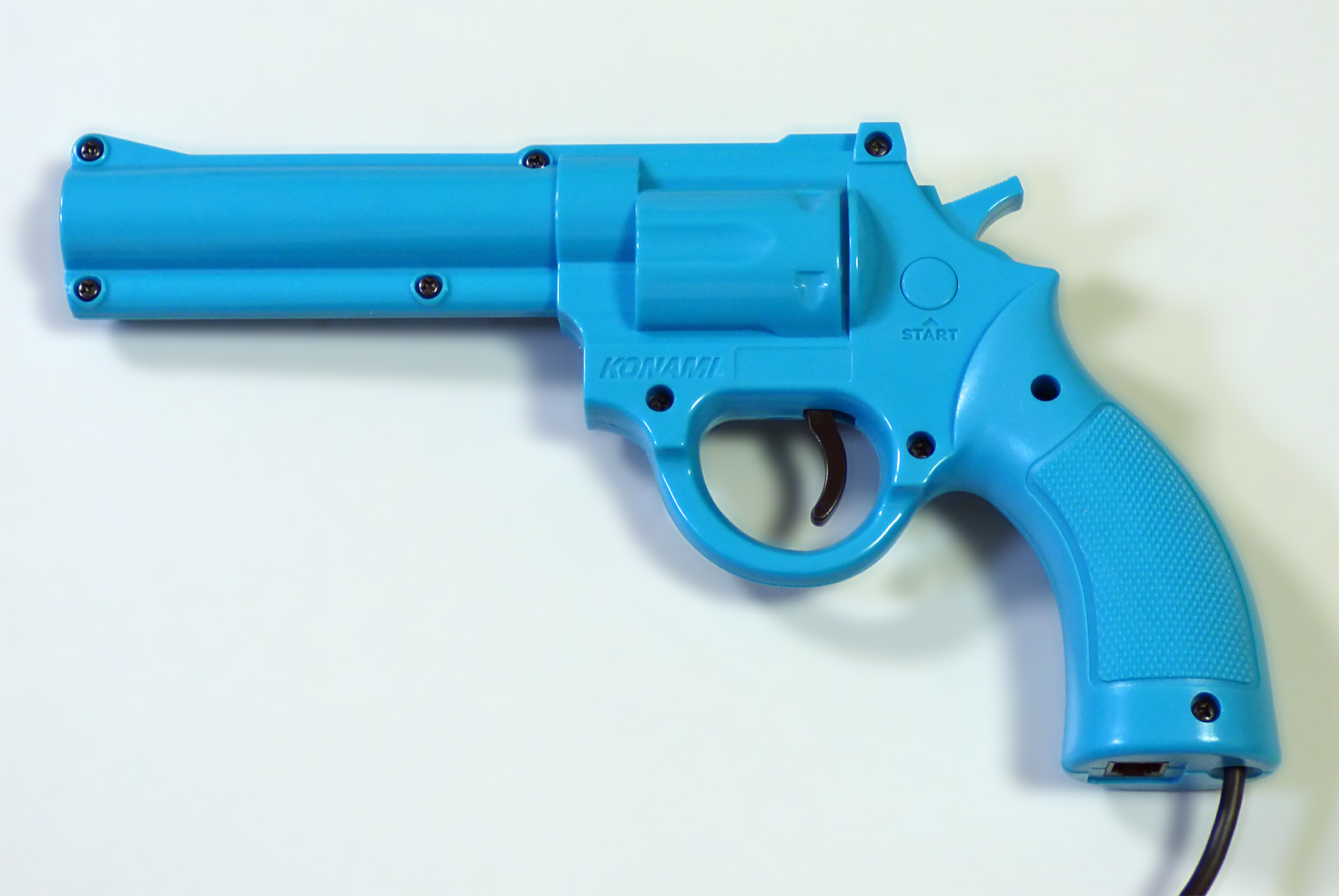
銃型コントローラー（JE510）

回転式拳銃型のコントローラを用いてプレイヤーを操作する。画面に照準を合わせてトリガーを引くことで弾丸を発射し、画面内の敵を倒す。少数ながら女の敵も存在する。弾丸はデフォルトでは6連発の回転式で、画面外を撃つことによってリロードできる。アイテムであるサブウエポンを取ることで、特殊な銃を使えるようになる。使い切りの武器の弾が0になったり、ダメージを受けると失う(初期装備に戻る)。敵弾を受けたり、一般市民及び応援の制服警察官（「Freeze!」と叫びながらプレイヤーより前に飛び出す）を誤射するとライフを失う。ライフを全て失うとゲームオーバーとなる。
『オペレーションウルフ』（1987年）シリーズ（タイトー）や『スティールガンナー』（1991年）シリーズ（ナムコ）など、それまでのガンシューティングがマシンガンでの派手な撃ち合いに主眼を置いていたのに対し、本作は弾数に限りのある拳銃や道中で登場するサブウエポンを用い、「いかに効率よくリロードを行い、敵に隙を晒さないか」、「敵をいかに素早く正確に撃ち抜く」、「場面に応じて適切なサブウエポンを取る、または別の武器に切り替えていくか」など戦略性や緊張感が本作では重視されている。
本作は米国向けゲームとして、コナミの米国開発チームが制作した。実写を使った作品は日本で受けないとして日本販売予定は当初なかったが米国のみならず日本でも大ヒットし続編も制作された。

## 武器
大きく分けて初期装備の拳銃と道中に落ちているサブウエポンの二種類。サブウエポンは武器により、「リロードで何度でも使える」物と、「弾を撃ち尽くすと失い初期装備に戻る」の二種類がある。ただしいずれも、ダメージを受けると失い、初期装備に戻る。
ピストル
初期装備武器。6連発の回転式拳銃。
ライフル
アサルトライフル。弾倉は12発装填。3点バースト射撃限定なので4回しか発射出来ない、精密射撃もしにくいというリスクを伴う。だが、ボス戦では通常のピストルより大ダメージを与えられる上に、ダメージを受けない限りリロードで繰り返し使用可能というメリットも有る（『バーチャコップ』のライフルはリロード不能）。
マグナム
回転式拳銃だが実包が通常弾ではなくマグナム弾になる。貫通能力を持つ、敵を貫通、障害物に隠れている敵も簡単に倒し、やや広い当たり判定、攻撃力も高い。しかし民間人と敵が重なって誤射のリスクもある。リロード可能。
ショットガン
散弾銃。装弾数6発。ピストルより命中範囲が広くなり、攻撃力も高い、ピストルでは当てにくい位置に居る敵に対して効果を発揮する。しかし民間人が居る場所ではその性質が仇となることも。リロード可能。
オートマチック
自動式拳銃。ダブルカラムで装弾数12発。性能自体はピストルと全く同じだが、リロード可能で装填数が多い為、敵が多数出現して、リロードの隙が命取りとなる場面で有効。
マシンガン
短機関銃。36発装填。トリガー引きっぱなしで連射可能。リロード不能で弾が0になるとピストルに戻る。尚、『2』では時代を考慮してガトリング砲に置き換えられている。
グレネードガン
8発装填されているグレネードランチャー。命中範囲が大きくなり、性能自体はマグナム弾と全く同じだが、マシンガンと同じでリロード不能。尚、『2』では時代を考慮して大砲に置き換えられている（第1ステージのボスの兵器も同様である）。
二丁拳銃
『2』にのみ登場するアイテム。性能自体は通常のピストルと全く同じだが、命中範囲が広がる。然し、民間人が近くにいる場合、それが却って仇となる事も有る。リロード可能。

## ステージ構成
ステージは選択性なので、順番にプレイする必要はない。
また各ステージはクリア後も再プレイが可能なため（難易度は一定まで上がる）、何回も同じステージをプレイすることもできる。
ステージ1：THE BANK ROBBERY
銀行強盗を逮捕するのが目的。銀行店内→銀行屋外→大通りでのカーチェイス（ボス戦）。ボスはロケットランチャーを持った男。ロングコート姿で、ロケット弾を撃って攻撃してくる。尚、ボスが乗ったトラックに描かれているハザードシンボル（バイオハザードマーク）は移植版によっては描かれていない。
シューティングレンジ：SHOOTING RANGE
ボーナスステージ。制限時間以内にターゲットプレートを一枚でも多く撃ち倒す。得点が加算される。
ステージ2：CHINATOWN ASSAULT（SFC版ではDOWNTOWN ASSAULT）
中華街の治安を取り戻すのが目的。中華街→駅の改札→駅のホーム→動いている電車（ボス戦）。ボスは大刀を持った男。「悪」と書かれた服を着ており、刀を次々と投げてくる。
ステージ3：THE HIJACK（SFC版ではHIJACKING）
ハイジャックを阻止するのが目的。飛行機の周り→コンテナの前→飛び立とうとしている飛行機（ボス戦）。コンテナに書いてあるのはJALのマークであり、後期の移植版では修正されている。ボスは将校服姿の男で、グレネードランチャーで攻撃してくる。このステージのみに、グレネードランチャーが登場する。
シューティングレンジ：SHOOTING RANGE
ボーナスステージ。難易度が高くなっている。
ステージ4：THE DRUG DEALER（SFC版ではTHE GUN RUNNERS、意味は武器密輸人）
ドラッグの取引を阻止するのが目的。港→動いている船→倉庫→高速でのカーチェイス（ボス戦）。ボスはフルフェイスメットを被った男で、シールドで覆われた砲台で身を護りつつロケット弾を放ってくる。ボスを倒すにはボスが乗っているヘリコプターを撃つ必要がある。
ステージ5（最終ステージ）：THE CHEMICAL PLANT（SFC版ではCHEMICAL PLANT SABOTAGE）
薬品工場を占拠した犯罪組織のリーダーを倒すのが目的。工場その1→工場その2→工場その3（ドラム缶を壊すとナイトビジョンを装着）→最終決戦（ボス戦）。ボスは戦闘ヘリに乗っており、ロケットランチャーやマシンガンで攻撃してくる。登場した時点で既に当り判定が有るので先制攻撃を仕掛ける事が可能。まずはヘリを攻撃不能にする必要があり、マシンガンは素早く破壊しないと確実にダメージを受ける。ヘリを攻撃不能にするとボスのパイロットが姿を現すが、他のボスと違い、撃たれると即被弾の拳銃で攻撃してくる。

## 移植版
| タイトル                             | 発売日                                      | 対応機種           | 開発元    | 発売元 | メディア                 | 型式                             | 備考 |
| ------------------------------------ | ------------------------------------------- | ------------------ | --------- | ------ | ------------------------ | -------------------------------- | ---- |
| リーサルエンフォーサーズ             | 1993年6月25日 1993年12月10日                | メガドライブ       | コナミ    | コナミ | 16メガビットロムカセット | T-95096 T-95073 T-95096-50       |      |
| リーサルエンフォーサーズ             | 1993年7月24日 1993年10月29日 1993年11月19日 | メガCD             | コナミ    | コナミ | CD-ROM                   | T-95015 T-95014 T-95015-50       |      |
| リーサルエンフォーサーズ             | 1994年1月 1994年3月11日 1994年              | スーパーファミコン | コナミ    | コナミ | 8メガビットロムカセット  | SNS-LK-USA SHVC-LK SNSP-LK-UKV   |      |
| リーサルエンフォーサーズ DELUXE PACK | 1997年11月17日 1997年11月 1997年11月20日    | PlayStation        | KCEシカゴ | コナミ | CD-ROM                   | SLUS-00293 SLES-00542 SLPM-86025 |      |

PlayStation版『リーサルエンフォーサーズ DELUXE PACK』
- 続編の『リーサルエンフォーサーズ2』が同時収録されている。アーケード版よりもグラフィックは美しくなったが、難易度はかなり上がっている（そのためかコンティニューのクレジット数が30もある）。西部開拓時代を舞台に無法者やインディアンたちと戦うことになる。中には、銃を抜いた順番に倒さなければならない時がある。2挺拳銃や広範囲で敵を貫通する大砲などの武器も登場する[3]。
- コナミコンピュータエンタテインメントシカゴ開発で、『2』のサブタイトルは海外版のものとなっており、アーケード版のように日本語ローカライズもされていない。他にも一部の演出がカットされていたり、敵の出現パターンが大幅に違う、BGMもアレンジされているなど、必ずしもAC版を再現していない移植となっている。オプションでONに設定すると敵を撃った時に血しぶきが出る「ブラッディモード」が搭載されている（パッケージ裏には「リアルさを追求」と新要素の様に紹介されているが、元々アーケード版『2』には敵を撃った時に出血表現があり、それと同じである）。海外では『Lethal Enforcers I & II』のタイトルで発売されており、こちらはメモリーカードにも対応している（日本国内版のDELUXE PACKは非対応）。
- コナミより発売されていたPS専用銃型コントローラーハイパーブラスター対応（ナムコ製の「ガンコン」は非対応）。なお、MDやSFCの専用銃型コントローラーやハイパーブラスターは仕様上、ブラウン管以外のテレビでは使えないので、その場合は専用コントローラーを使わないモードでプレイするしかない。

## スタッフ
アーケード版
- プログラマー：波多野よしあき
- ゲーム・グラフィック：スティーヴ・ジョンソン
- 写真撮影：なりたじゅん、D・マーシャル
- 効果音：前沢秀憲
- 音楽：福井健一郎
- ハードウェア・デザイナー：まつうらひろし、H.UENO
- キャビネット・グラフィック：K.HALE
- ディレクター：波多野よしあき

メガドライブ版
- プログラマー：上野正博、Y.MATSUHANA、佐々木嘉則、橋本和久
- ゲーム・グラフィック：たけもとのりお、N.SASAKI
- 効果音：こばやしひろし、添田浩介、IKEJIRIOOUCHI、松尾津真美（松尾重政）
- サウンド・プログラマー：藤尾敦、笠井治
- ザ・ジャスティファー・デザイン：M.OKADA、T.OHISHI
- パッケージ・デザイン：YOSHIHASHI
- ディレクター：上野正博
- プロデューサー：桐田富和

メガCD版
- プログラマー：Y.MATSUHANA、佐々木嘉則、上野正博、橋本和久
- ゲーム・グラフィック：たけもとのりお、N.SASAKI
- 効果音：村岡一樹、藤尾敦、今井一仁
- 音楽アレンジ：TAPPY IWASE（岩瀬立飛）
- ギター・プレイヤー：古川元亮（コナミ矩形波倶楽部）
- ザ・ジャスティファー・デザイン：M.OKADA、T.OHISHI
- パッケージ・デザイン：YOSHIHASHI
- ディレクター：SASAKI、上野正博
- プロデューサー：桐田富和

スーパーファミコン版
- プログラマー：松岡伸治、山根秀直
- ゲーム・グラフィック：石原かずみち、寺田やすじ
- 効果音：船橋淳
- 音楽アレンジ：上高治巳
- コナミ・ガン・デザイン：M.OKADA、T.OHISHI
- パッケージ・デザイン：T.SAITOH

## 反響

### 評価
アーケード版
ゲーム誌『ゲーメスト』（新声社）誌上で行われていた「第7回ゲーメスト大賞」（1993年度）において年間ヒットゲーム19位を獲得した。
また、ゲーメストのムック『ザ・ベストゲーム2』（1998年）においてライターのアディトシは、本作の前に稼働されたガンシューティングゲームは射撃対象物がメカニカルなものが多く、銃弾をばら撒くように撃つ事で成立していた作品が多数を占めていたのに対し、本作では主人公が警察官で敵の本拠地に乗り込んでいくという設定に関して「まさにリアル指向」と称賛した。また、本作が「リロードシステム」を初めて導入したガンシューティングゲームである事を指摘、さらに本作のプラクティスモードが映画のように地下の射撃場をモチーフとしている事から「実のところこれが目当てで、プレイしている人もかなり多かったようだ」と主張した。
フリーライターの御簾納直彦は、中学生のころに本作に触れた際、本当に人間に向かって発砲しているような背徳感を味わい一瞬プレイをためらったと、電ファミニコゲーマーに寄せた記事の中で振り返っている。
本作はアーケードゲームの業界紙ゲームマシンの1993年下半期の売り上げランキングのアップライト/コクピット型TVゲーム機部門の首位を獲得した。
メガCD版
ゲーム誌『ファミコン通信』の「クロスレビュー」では8・6・8・6の合計28点（満40点）となっている。
ゲーム誌『メガドライブFAN』の読者投票による「ゲーム通信簿」での評価は以下の通り22.7点（満30点）となっている。
| 項目 | キャラクタ | 音楽 | お買得度 | 操作性 | 熱中度 | オリジナリティ | 総合 |
| 得点 | 3.6        | 3.8  | 3.5      | 3.6    | 4.2    | 4.0            | 22.7 |

ゲーム本『メガドライブ大全』（2004年、太田出版）では、「メガCD版は色数の関係でざらついた映像になっているが、おおむねアーケード版に沿った内容になっている」と肯定的に評価した。
メガドライブ・ロムカセット版
ゲーム誌『ファミコン通信』の「クロスレビュー」では7・5・7・6の合計25点（満40点）となっている。
ゲーム誌『メガドライブFAN』の読者投票による「ゲーム通信簿」での評価は以下の通り20.5点（満30点）となっている。
| 項目 | キャラクタ | 音楽 | お買得度 | 操作性 | 熱中度 | オリジナリティ | 総合 |
| 得点 | 2.9        | 3.4  | 3.3      | 3.3    | 3.8    | 3.9            | 20.5 |

ゲーム本『メガドライブ大全』（2004年、太田出版）では、本作がメガCD版と同内容である事を指摘した上で「サウンドだけはCD-DAから内蔵音源に変更されているが、それ以上は特に何もない」と指摘、カートリッジでアーケード版を再現しているためメガCD版の存在意義に疑義が生じると主張した。
スーパーファミコン版
ゲーム誌『ファミコン通信』の「クロスレビュー」では7・7・8・6の合計28点（満40点）となっている。
ゲーム誌『ファミリーコンピュータMagazine』の読者投票による「ゲーム通信簿」での評価は以下の通り23.0点（満30点）となっている。
| 項目 | キャラクタ | 音楽 | お買得度 | 操作性 | 熱中度 | オリジナリティ | 総合 |
| 得点 | 3.8        | 3.6  | 3.5      | 3.9    | 4.2    | 4.1            | 23.0 |

### 論争
本作は1993年のビデオゲーム公聴会にてやり玉に挙げられ、一部の玩具店では販売が取りやめられた。また、『ナイトトラップ』同様、本作のメガドライブ版はセガの自主規制組織であるビデオゲーム・レイティング協議会でMA-17指定された最初の作品となった。

## 続編
リーサルエンフォーサーズ2 ザ・ウエスタン（アーケード・1994年）
タイトルが示す通り、アメリカ西部開拓時代を舞台となっている。今作にも少数ながら女性の敵が存在する。1994年にメガドライブに移植。海外ではザ・ウエスタンの部分がガンファイターになっている。なお、敵は人間だけでは無く、最終ボス戦にはスケルトンが登場する。
リーサルエンフォーサーズ3
KONAMIのガンシューティングゲーム『セイギノヒーロー』内のステージの一つ。原子力発電所がアラブ系のテロリスト集団にジャックされたことから物語が始まる。海外では『セイギノヒーロー』は『リーサル・エンフォーサーズ3』として発表されている。